# Caccuri
Caccuri (IPA: [kakˈkuri], Kakòros in greco bizantino) è un comune italiano di 1 516 abitanti della provincia di Crotone in Calabria. È caratterizzato dalla torre del Castello, la chiesa di Santa Maria delle Grazie, il rosone della Badia di Santa Maria del Soccorso e i vari scorci paesaggistici e architettonici. Il tessuto urbano conserva le caratteristiche del vecchio centro costituito da un intreccio di strade e vicoli che portano tutti al castello, un imponente maniero risalente al VI secolo.
È noto per il Premio Letterario Caccuri per la Saggistica, che si svolge ogni anno dal 6 al 10 agosto.

## Geografia fisica
Il territorio di Caccuri si sviluppa attorno all'antico borgo, arroccato su uno sperone di roccia e circondato principalmente da uliveti che costituiscono la principale fonte del reddito agricolo del paese.

## Storia
Alcuni reperti archeologici ritrovati all'interno del territorio comunale fanno pensare che la zona di Caccuri fosse già abitata durante il Neolitico.
In età romana fu abitato in case sparse, mentre nel X secolo fu sede di tre piccoli monasteri basiliani: quello detto dei Tre fanciulli, il Monastero dell'Abate Marco e quello di Santa Maria.
Il paese fu feudo di Polissena Ruffo (moglie di Francesco Sforza, di cui è ancora visibile la stanza nel castello) e delle famiglie Sangiorgio, De Riso, Spinelli, Cimino, Carafa, Cavalcanti (veri mecenati artistici del borgo), Barracco. Gli ingressi al borgo un tempo erano tre: Porta Grande (attuale Piazza Umberto I), Porta Piccola (nei pressi della Chiesa di San Rocco) e Porta Nuova, così chiamata perché più recente rispetto alle prime due.

## Monumenti e luoghi d'interesse

### Architetture civili

#### Il castello e la villa comunale
Il paese è dominato dall'antico castello medioevale. Ai piedi del Castello vi è la Villa Comunale, un parco suggestivo per le sue rocce calcaree dalle forme insolite, che si stagliano tra il castello e i pini del parco, in cui ha sede il Municipio.

#### Centro storico
Tra ripide salite e discese, tra viuzze e costoni rocciosi, si dipanano strade tortuose interrotte dalle cosiddette "rughe", piazzette verso le quali si rivolge l'ingresso di ogni casa e che un tempo costituivano luoghi di socialità.

#### Altro
All'ingresso del paese si presenta l'ottocentesca fontana di Canalaci, al cui lato è scolpito uno stemma dell'Università di Caccuri del XVI secolo in pietra serena.

### Architetture religiose

#### Chiesa Madre di Santa Maria delle Grazie

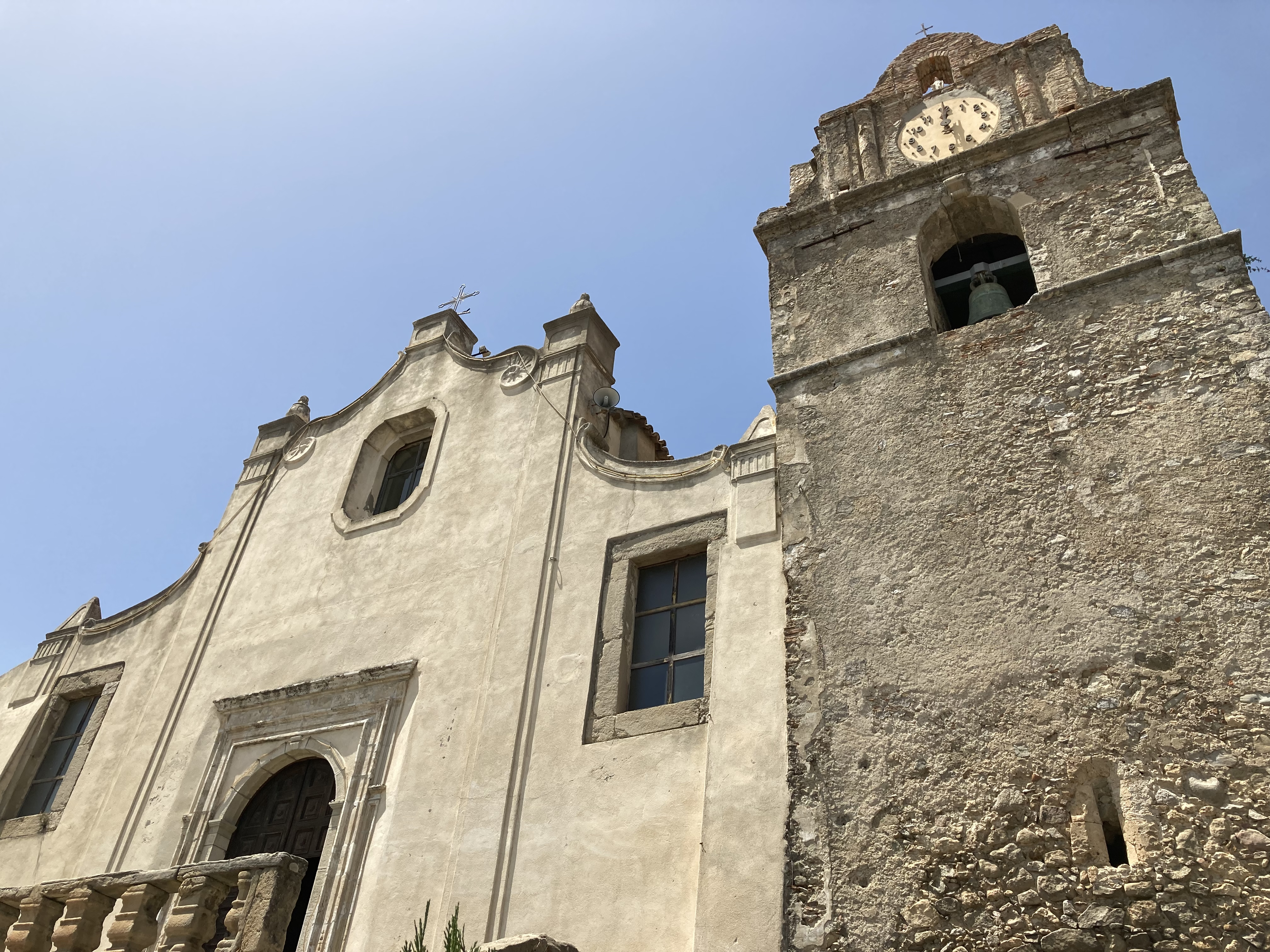
Facciata

La Chiesa Madre (o Matrice) di Santa Maria delle Grazie (sec. XIV) domina il centro storico.
Gli affreschi che adornavano la volta della chiesa, con innumerevoli putti e cherubini, sono stati cancellati da un malsano evento di ristrutturazione. Scampato all'ultimo "restauro" è il campanile, che custodisce una preziosa campana dedicata alla Madonna del 1578 che l'Università di Caccuri commissionò ad Angelo Rinaldi.
A tre navate, la chiesa sfoggia al suo interno lo stile rinascimentale ed è adornata simmetricamente da altari che ospitano statue e tele di grande valore, come la Trasfigurazione (XVII sec.) e la grande tela mariana che domina l'angusta sagrestia. Dello stesso periodo è la statua lignea della Madonna delle Grazie (XVII secolo). Al lato della navata destra si trova la Cappella di San Gaetano (o De Franco), da molti ritenuta l'antico battistero del paese, unico nel suo genere, perché non dovrebbe essere al lato della chiesa, ma di fronte.

#### Chiesa di San Rocco
Definito impropriamente santuario, sorge a est del paese, sotto quella che un tempo era la Porta piccola e a ridosso della contrada Vignali, nelle vicinanze di via Murorotto, ovvero la via che costeggia l'antico tracciato delle mura che proteggevano il borgo dagli assalti, in cui si può ammirare un pregevole arco in cotto (chiamato dai caccuresi appunto arco di Murorotto). Nelle vicinanze è situata anche l'antica via Judeca, un tempo sede di una sinagoga ebraica, come possono dimostrare i bassorilievi presenti.
La chiesa fu eretta all’entrata del paese e dedicata a San Rocco, il santo più invocato, dal Medioevo in poi, come protettore dal terribile flagello della peste. Il San Rocco, protettore di Caccuri, è probabilmente un bozzetto per una pala d’altare databile tra fine Settecento e inizi Ottocento.
Costruita probabilmente nel secolo XVII, se ne trova traccia certa nel catasto onciario del 1749.
Nel 1855 la chiesa si trovava in uno stato di forte degrado; piogge abbondanti provocarono il crollo della copertura a volta, mentre un fulmine demolì interamente il frontespizio; essendo perciò inagibile il Comune di Caccuri intervenne per ripararla.

#### Complesso monumentale della Badia di S. Maria del Soccorso

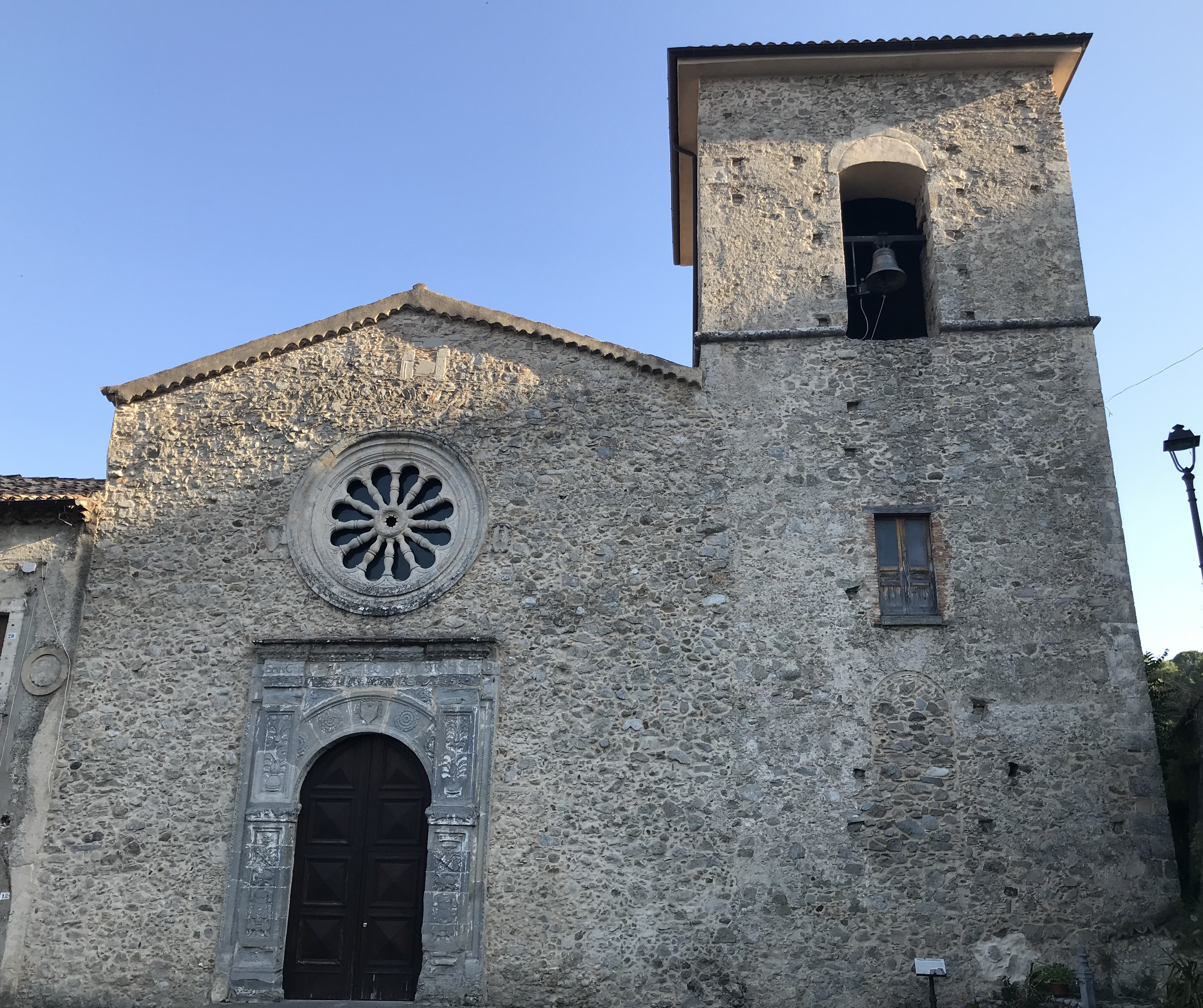
Caccuri: l'antico convento domenicano, meglio conosciuto come Chiesa della Riforma o di S.Maria del Soccorso

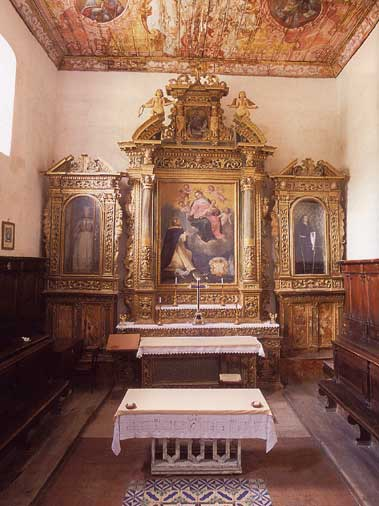
Caccuri, cappella della Congreg. del SS. Rosario

Fondato nel 1518 dal frate domenicano Andrea da Gimigliano, il complesso monumentale della Badia di S. Maria del Soccorso è chiamato dagli abitanti del paese il "convento", perché solo alla fine dell'Ottocento i frati abbandonarono la struttura religiosa, per la vendita dello stabile al barone Barracco, grazie alle dibattute leggi Siccardi. Abitato prima dai domenicani e indi dai francescani, la Chiesa di S. Maria del Soccorso è anche detta Chiesa della Riforma perché nell'Ottocento passò sotto l'egida dei francescani riformati. Vera perla artistica del patrimonio caccurese, presenta notevoli tesori al suo interno: appena entrati, si viene coinvolti da un forte senso di austerità.

#### Altro

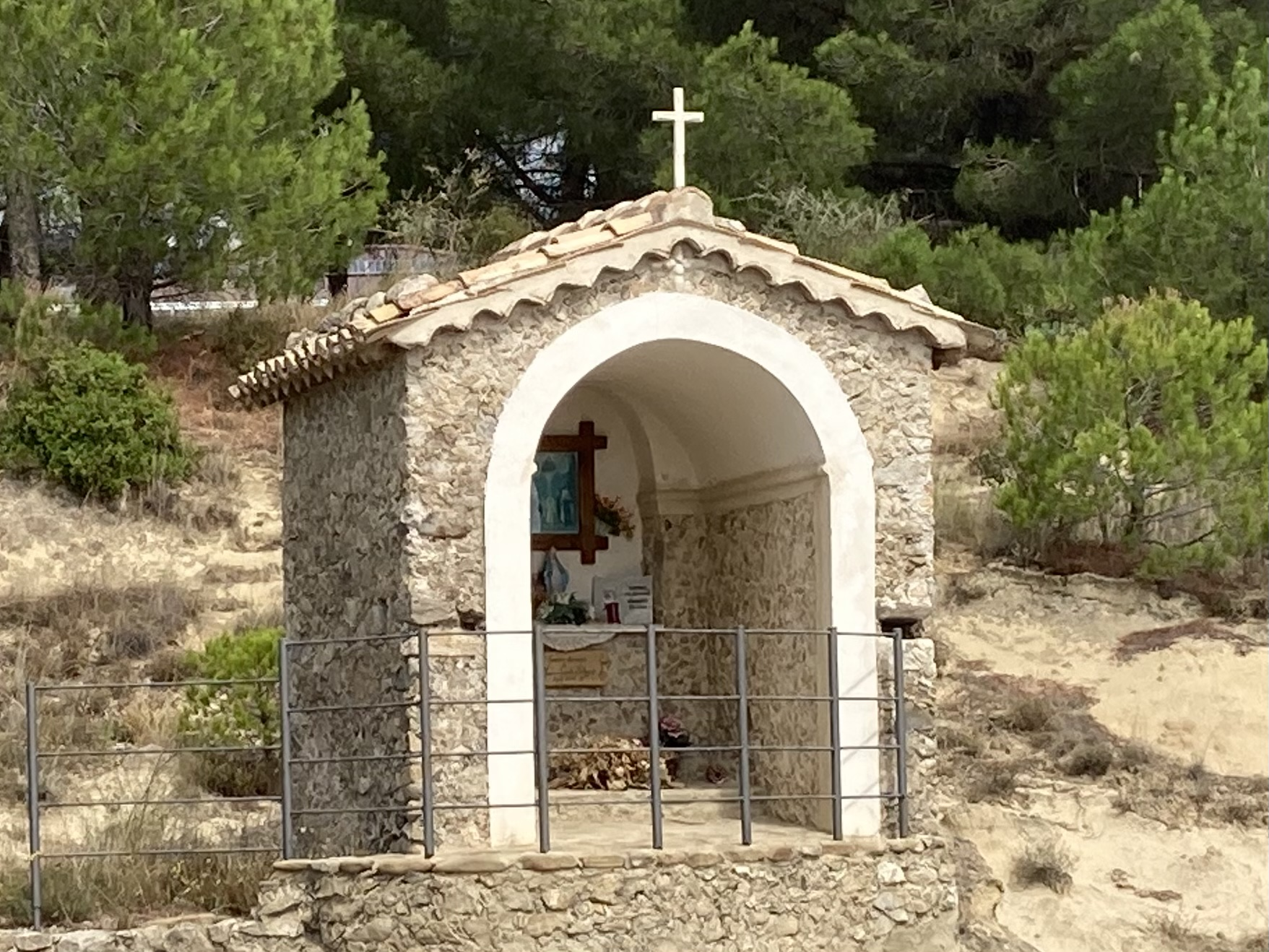
Un’edicola votiva

Molte sono le edicole votive sparse nel territorio: S. Famiglia, S. Filomena, S. Andrea (nei pressi della pineta e del centro ricreativo detti appunto di S. Andrea), S. Biagio e S. Chirico.

### Siti archeologici
- In località Pantano: reliquie di sepoltura antica.[7]
- Contrade Patia, Lepore e Montagna: resti di antichi monasteri basiliani.[7]
- Località Timpa dei Santi: grotte rupestri con dipinti di età bizantina[7]; insediamento dell’Età del Bronzo, tra XVIII al XII sec. a.C.[11]

## Società

### Evoluzione demografica
Abitanti censiti

### Tradizioni e folclore
Tra i riti tradizionali della Settimana Santa spicca il dramma de I Giudei, riproposto ogni sette anni circa. L'ultima edizione è stata nel 2011.
Fra le tante curiosità è da ricordare la rivalità che vi è con il paese limitrofo di Cerenzia.

## Cultura

### Cinema
A Caccuri venne girato Il brigante Musolino di Mario Camerini, con Silvana Mangano.

### Cucina
Tra le specialità del luogo si citano il calzone con la sardella, i mastacciuoli, le pitte 'mpigliate (tipiche del periodo natalizio), le cuzzupe e i muccellati (tipici invece di quello pasquale) e il pane tipico, ovvero la pitta, nonché il vino rosso di produzione locale.
Le specie di funghi più raccolte sono (con i nomi in dialetto caccurese): i porcini, i vavusi, i rositi, i cocolini, i mucchiaruli, gli ovoli, i mussi e vovi, i chiodini, le pinnelle.

## Geografia antropica
Il paese è situato nella Presila crotonese ed è facilmente raggiungibile dalla S.S.107 che collega Cosenza con Crotone. Attualmente il paese è diviso in quattro rioni: Centro storico, Croci, Parte, San Nicola. Ultimamente, con l'edilizia popolare e privata, si sta sviluppando particolarmente il rione San Nicola.

## Economia
Sono molti gli agriturismi nel comune di Caccuri, uno dei quali è stato ricavato nella masseria del Bordò (Grancia del Vurdoj), dove i patriottici fratelli Bandiera passarono la notte prima di essere fucilati nel vallone di Rovito. Il paese è inoltre membro dell'associazione I borghi più belli d'Italia.

## Amministrazione
| Periodo        | Periodo        | Primo cittadino    | Partito                        | Carica  | Note   |
| -------------- | -------------- | ------------------ | ------------------------------ | ------- | ------ |
| 23 aprile 1995 | 13 giugno 1999 | Enzo Megali        | Partito Popolare Italiano      | sindaco |        |
| 13 giugno 1999 | 13 giugno 2004 | Nino Sandro Falbo  | lista civica                   | sindaco |        |
| 13 giugno 2004 | 7 giugno 2009  | Arcangelo Rugiero  | lista civica                   | sindaco |        |
| 7 giugno 2009  | 25 maggio 2014 | Marianna Caligiuri | lista civica Nuovi orizzonti   | sindaco | [ 13 ] |
| 25 maggio 2014 | 26 maggio 2019 | Marianna Caligiuri | lista civica Nuovi orizzonti   | sindaco | [ 14 ] |
| 26 maggio 2019 | 9 giugno 2024  | Marianna Caligiuri | lista civica Insieme si può    | sindaco |        |
| 10 giugno 2024 | in carica      | Luigi Quintieri    | lista civica LeAli per Caccuri | sindaco |        |